# Dik-dik de Kirk
Ne doit pas être confondu avec Dik Dik.
Madoqua kirkii
Espèce
Statut de conservation UICN

 LC  : Préoccupation mineure
Le dik-dik de Kirk (Madoqua kirki) est un mammifère de la famille des bovidés et de la sous-famille des antilopes. Il fait partie d’un genre d’antilopes naines.

## Répartition

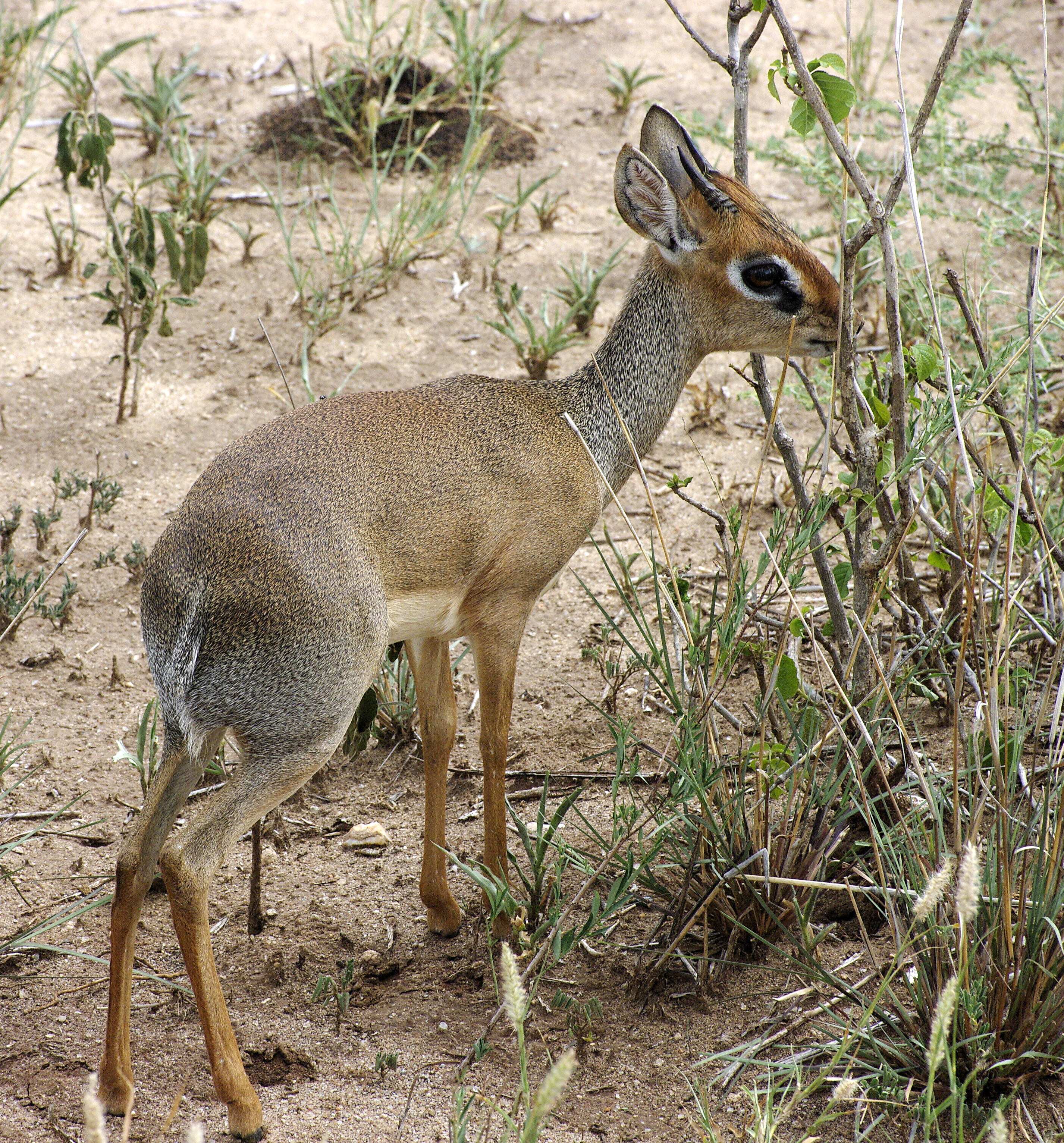
Un dik-dik de Kirk dans la réserve nationale du Tarangire en Tanzanie.

Le dik-dik de Kirk vit dans les savanes de l'est et du sud-ouest de l'Afrique. Il préfère les milieux couverts et secs.

## Description
Très svelte, son pelage est gris brun ou rougeâtre. Il mesure de 55 à 77 cm pour un poids de 2,7 à 6,5 kg. Les mâles se reconnaissent à leurs petites cornes qui peuvent atteindre 11 cm.

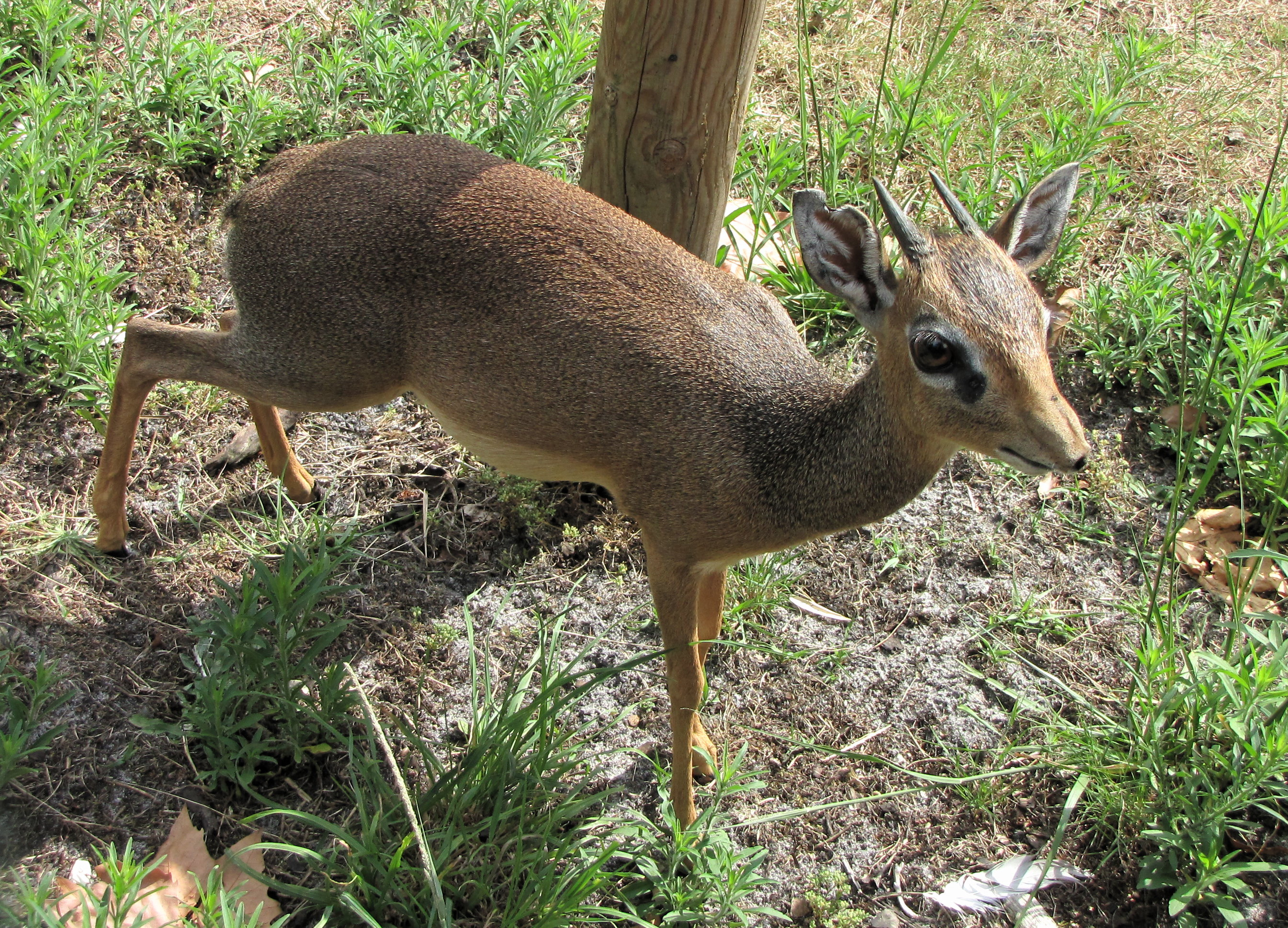
Mâle.
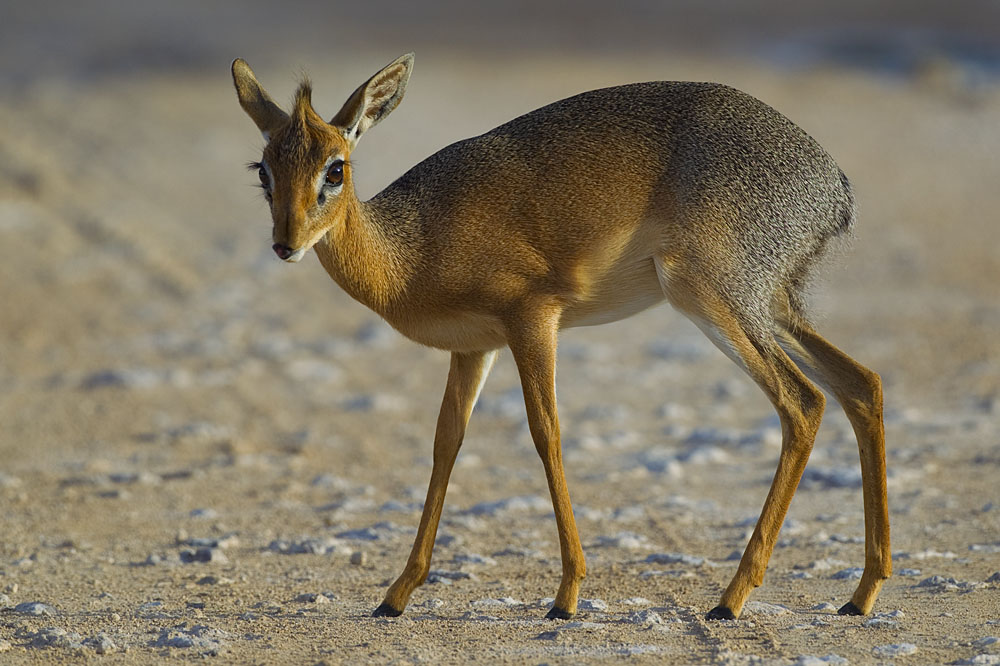
Femelle.

## Écologie et comportement
Globalement diurne, le dik-dik de Kirk est surtout actif avant et après le coucher du soleil. Il se nourrit de feuilles, de fruits et d’herbe.